# Días contados (película de 2017)
Días Contados es una película argentina de 2017 dirigida por Mariano Cirigliano y escrita por Hernán Aloi. En ella intervienen varios artistas reconocidos de la farándula argentina, entre ellos Gastón Pauls, Georgina Barbarossa, Carolina Papaleo, Nancy Anka, Alejandra Maglietti, Beto César, Fabián Gianola, Sabrina Ravelli y Matías Alé.

## Sinopsis
Cinco personas se encuentran atrapadas es un cobertizo, ya que por alguna razón alguien quiere verlos sufrir hasta el momento de su muerte.

## Reparto
- César Córdoba - Alejandro
- Hernán Aloi - Enzo
- Sandra Mesa - Laura
- Candela Cáceres - Fabiana
- Gonzalo Vázquez - Juan
- Gastón Pauls - Renzo
- Carolina Papaleo - Abogada
- Georgina Barbarossa - Madre
- Fabián Gianola - Intendente
- Alejandra Maglietti - Mujer
- Beto César - Paciente
- Sabrina Ravelli - Mujer 2
- Rodrigo Díaz - Novio
- Matías Alé - Agustín
- Carolina Rotolo - Carla
- Emmanuel Danann - Hombre
- Lilia Lemoine - Compañera
- Nancy Anka - Hermana